# Désiré Véjux
Désiré Véjux est un homme politique français né le 19 mars 1795 à Besançon (Doubs) et mort le 9 janvier 1857 à Besançon.

## Biographie
Conseiller auditeur à la cour d'Appel de Besançon en 1818, il est substitut en 1825 puis conseiller en 1827. Il est conseiller général et député du Doubs de 1834 à 1848, siégeant au centre gauche. 

## Sources
- « Désiré Véjux », dans Adolphe Robert et Gaston Cougny, Dictionnaire des parlementaires français, Edgar Bourloton, 1889-1891 [détail de l’édition]